# Schloss Sandelzhausen

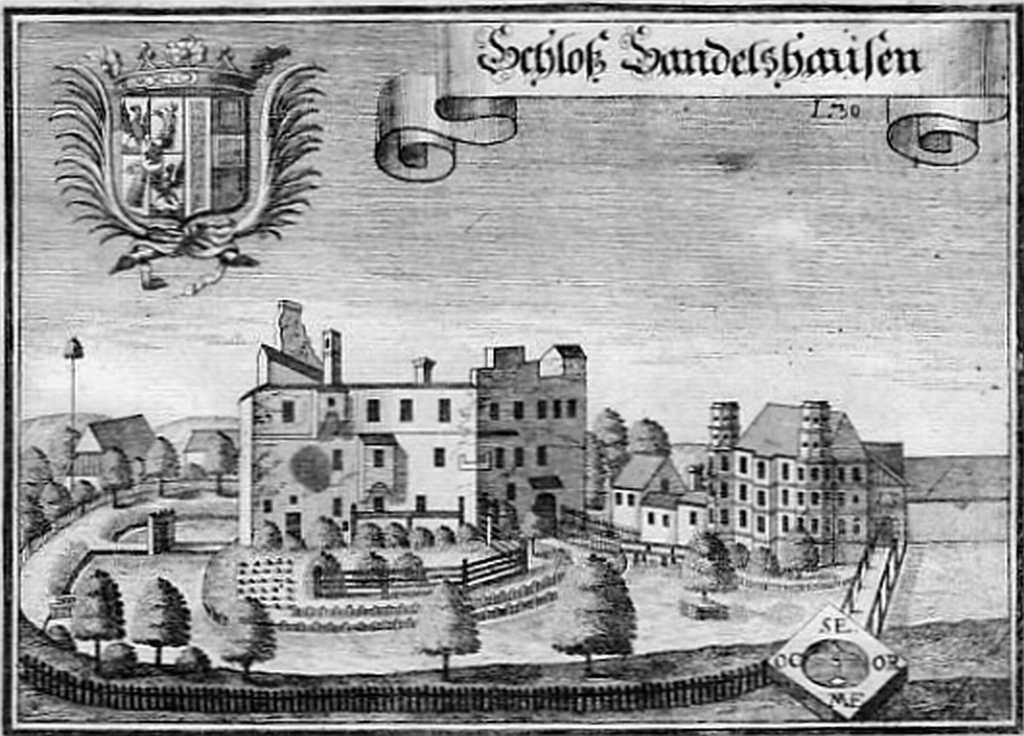
Schloss Sandelzhausen: Stich von Michael Wening

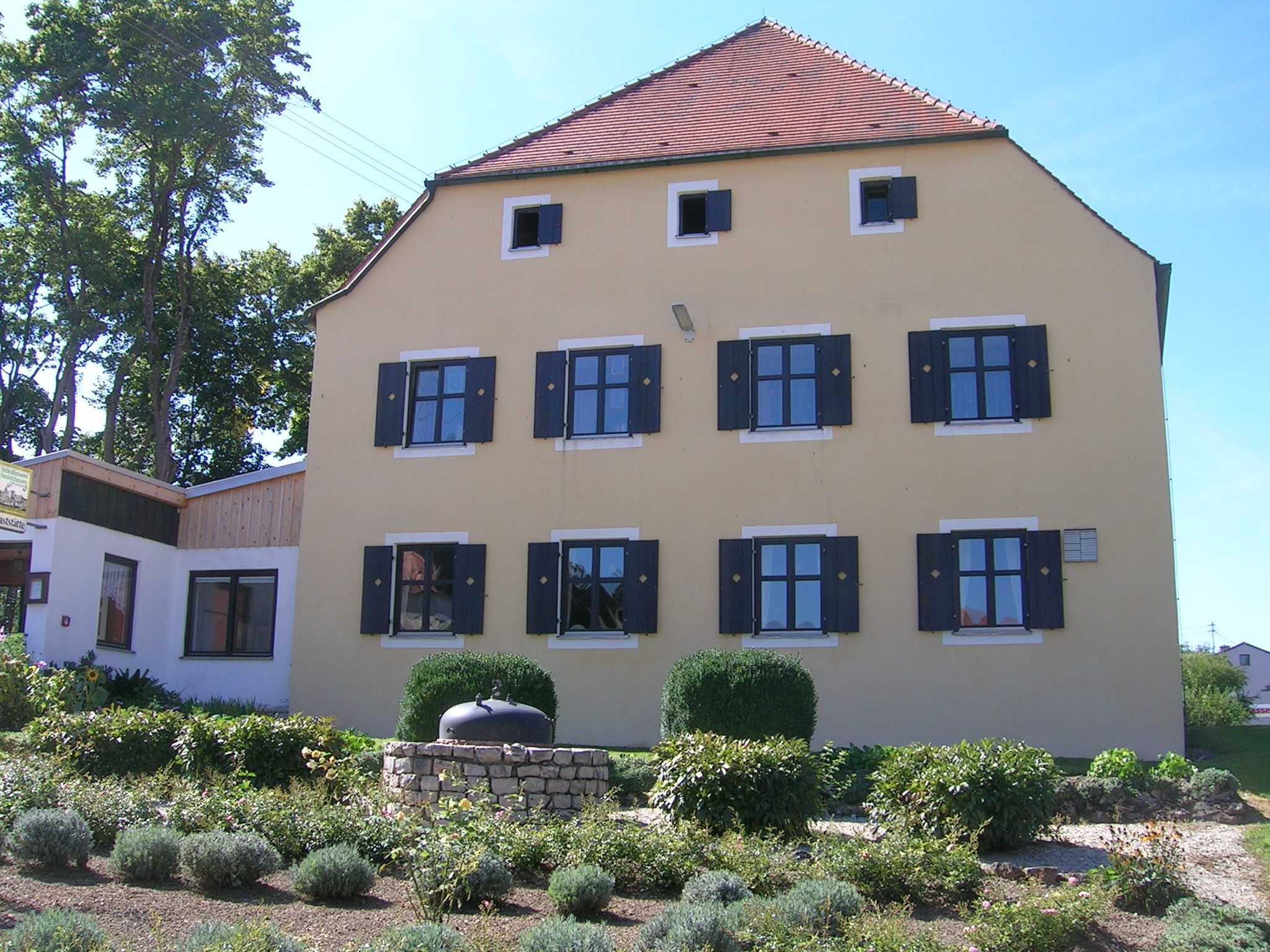
Vorderansicht

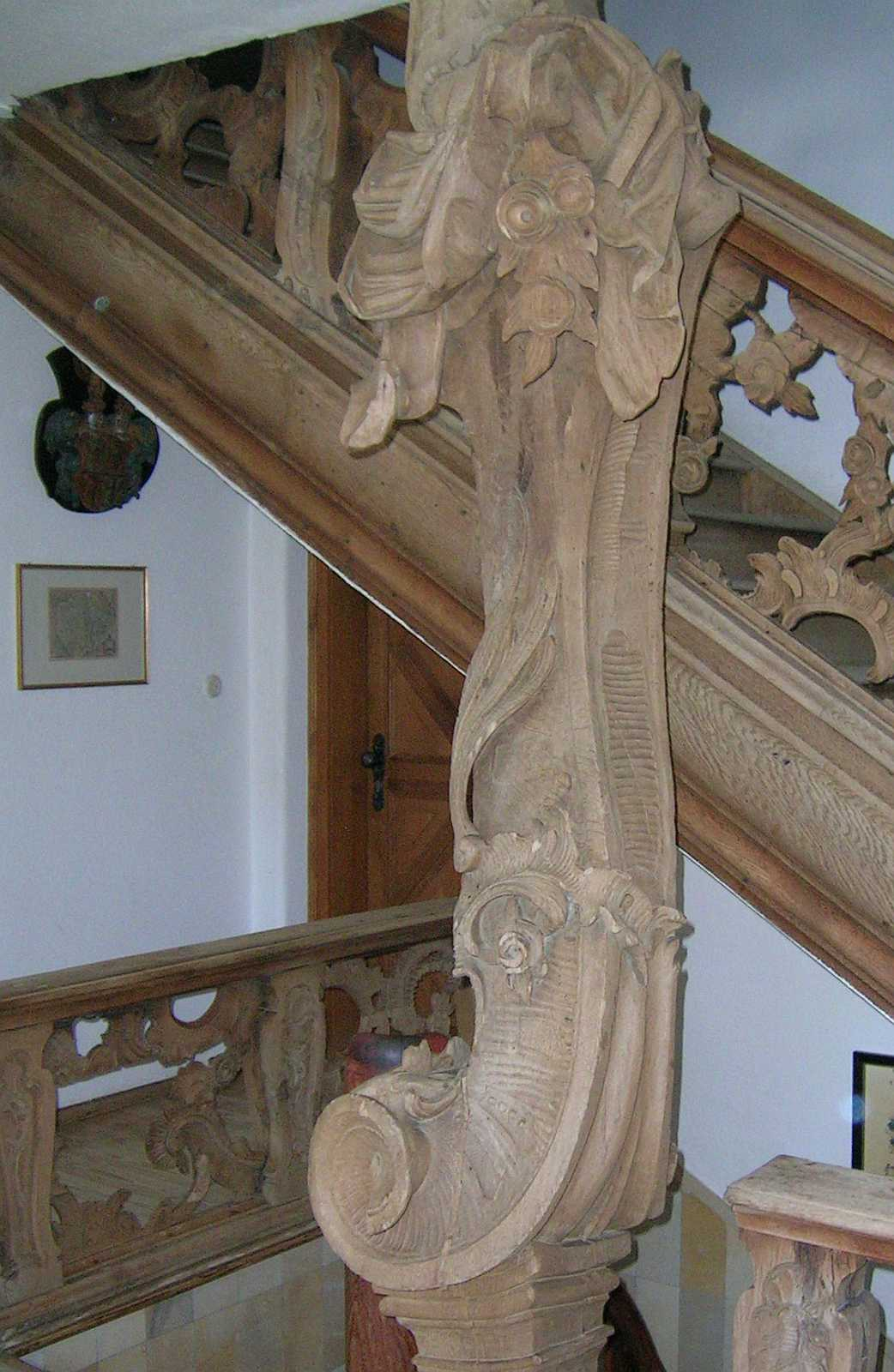
Innenansicht: Rokokotreppe

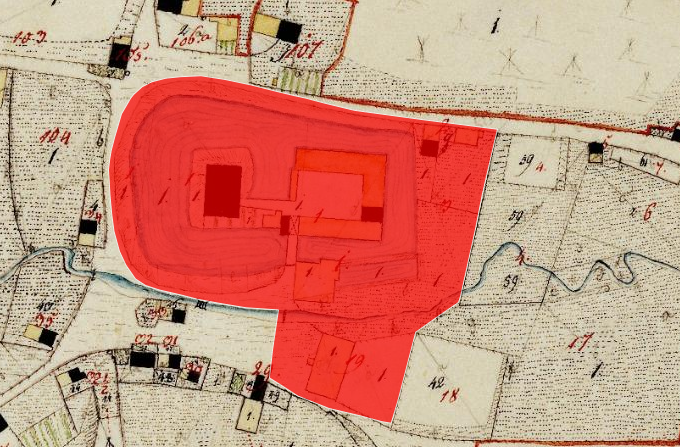
Lageplan von Schloss Sandelzhausen auf dem Urkataster von Bayern

Schloss Sandelzhausen ist ein ehemaliges Hofmarksschloss in Sandelzhausen, Stadt Mainburg. Er ist heute als Brauereigasthof im Besitz der Familie Wimmer. Es ist unter der Aktennummer D-2-73-147-43 als Baudenkmal verzeichnet. Die Anlage wird ferner als Bodendenkmal unter der Aktennummer D-2-7336-0045 mit der Beschreibung „Burgstall des Mittelalters. Untertägige frühneuzeitliche Befunde des abgegangenen neuen Schlosses in Sandelzhausen“ geführt.

## Geschichte
Sandelzhausen wurde schon in einer Urkunde Ludwigs des Deutschen um 840 als Königsgut erwähnt.
Der alte Schlossbau stand bereits 1393, der neuere wurde nach 1650 errichtet. Verschiedene Adelsgeschlechter wechselten sich im Besitz der Hofmark ab. Die letzten adeligen Besitzer waren die Freiherren von Hornstein, deren Patrimonialrechte im Jahr 1848 aufgehoben wurden. Am 18. Februar 1892 kamen die 1623 gegründete Brauerei und das Schloss in den Besitz der Familie Wimmer. Die Schlossbrauerei wurde 1985 stillgelegt.

## Architektur
Wohnhaus mit Halbwalmdach, 17. /18. Jahrhundert, im Kern älter; mit historischer Ausstattung; Wirtschaftshof, Dreiflügelanlage, 17. /18. Jahrhundert; Teile des Wassergrabens und der ehem. Ummauerung, 16./17. Jahrhundert